# Bourovčík toulavý
Bourovčík toulavý (Thaumetopoea processionea) je motýl, jehož larvy poškozují listy dřevin žírem. Setkání s housenkou bourovčíka může být nebezpečné, protože její chloupky způsobují silné alergické reakce na kůži, bolestivé záněty kůže a očí či astmatické záchvaty.

## EPPO kód

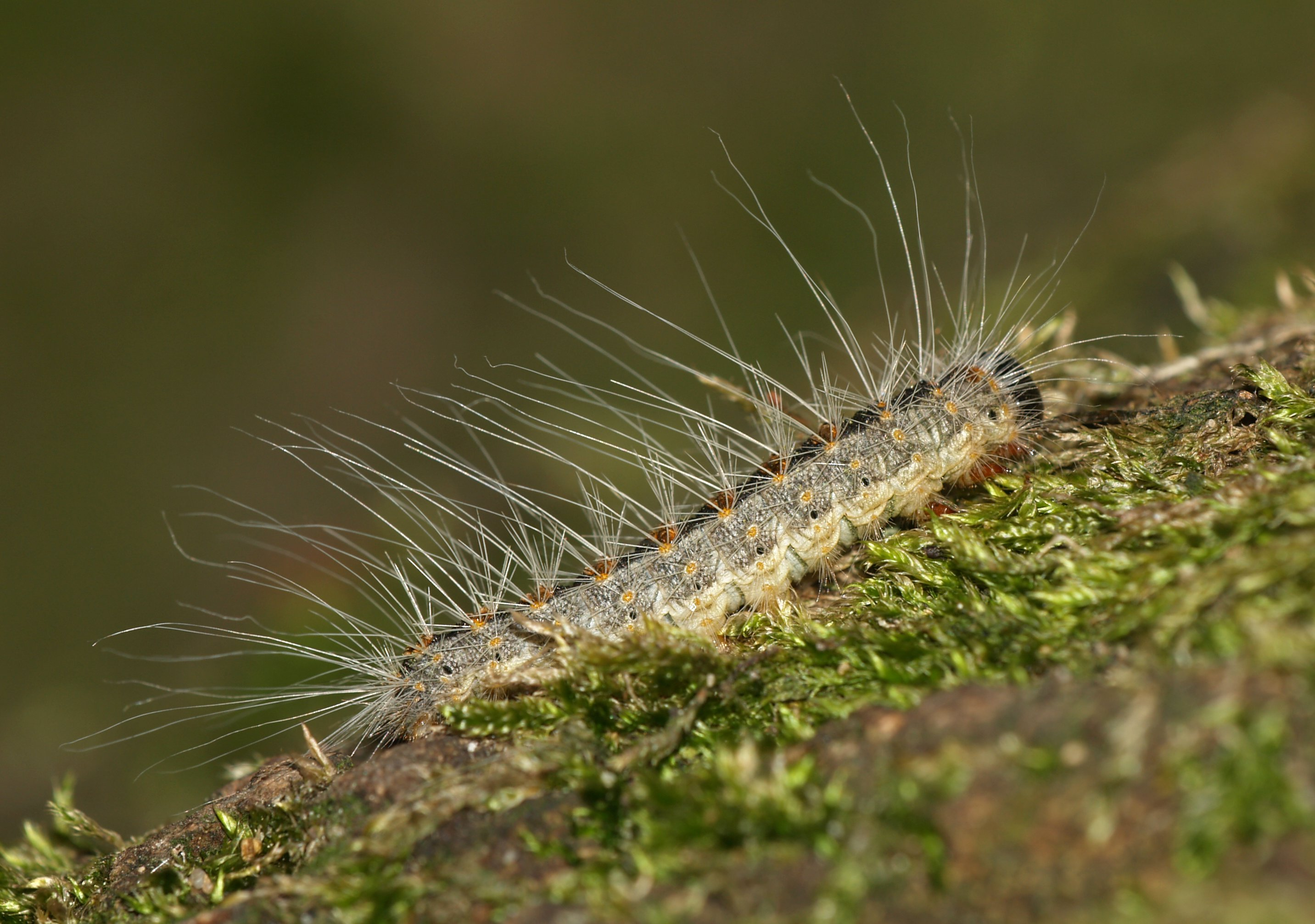
Housenka bouročíka s nebezpečnými lámavými chlupy

THAUPR

## Synonyma patogena

### Vědecké názvy
Podle EPPO je pro patogena s označením bourovčík toulavý (Thaumetopoea processionea) používáno více rozdílných názvů, například Cnethocampa processionea.

## Zeměpisné rozšíření
Můry jsou široce rozšířeny ve střední a jižní Evropě, a občas je lze nalézt na severu, například ve Švédsku. V jižních zemích Evropy je populace přirozeně omezována predátory, tito však v severní Evropě nežijí. Bourovčík toulavý se šíří také ve Velké Británii.

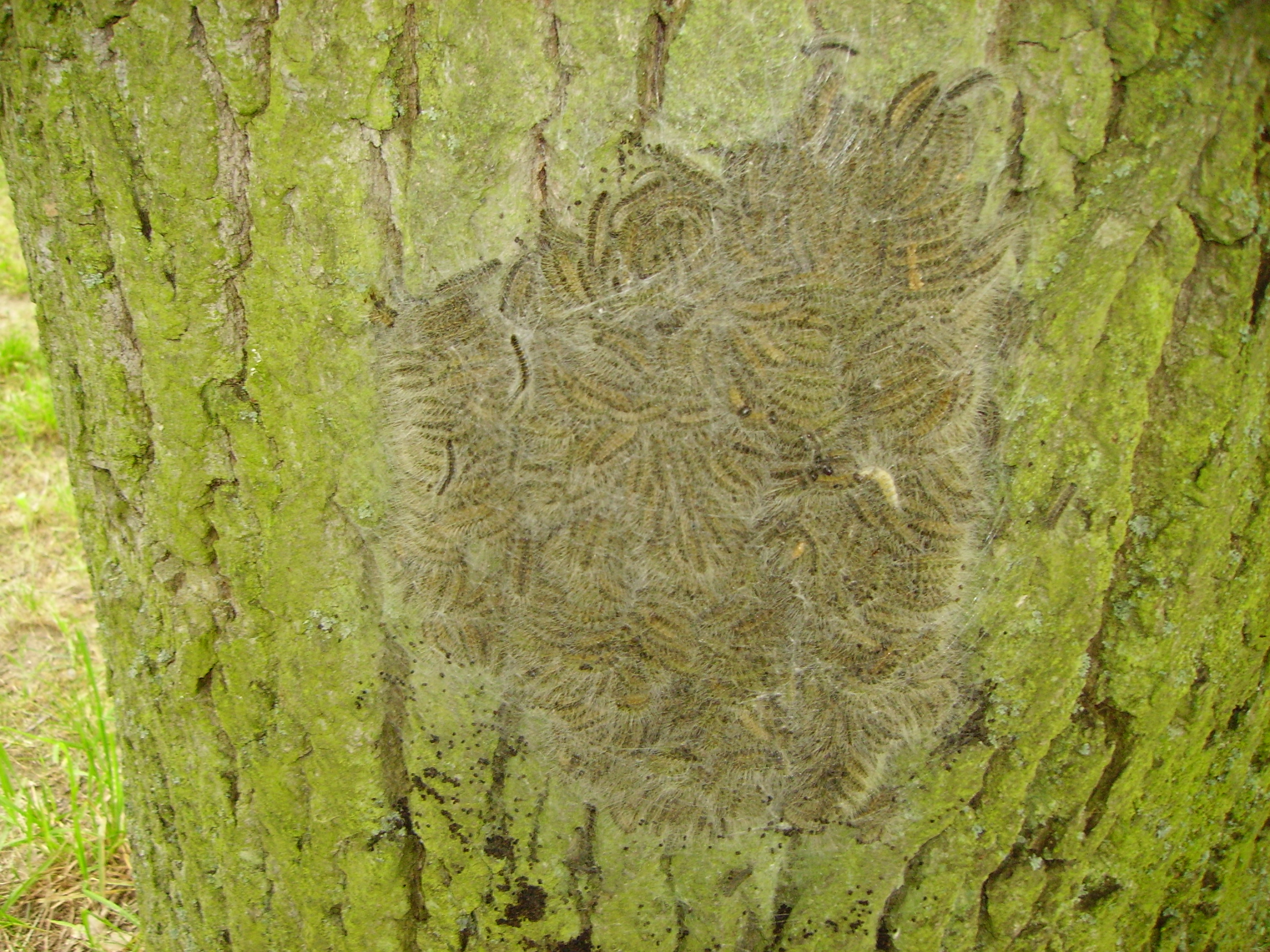
Hnízdo housenek bourovčíka

V Česku žije na jižní Moravě.

## Popis
Rozpětí křídel dospělce je asi 25-30 mm. Dospělci mají přední křídla s hnědými a bílými znaky. Dospělce proto lze jen obtížné spatřit na dubové kůře. Hostitelskou rostlinou je především dub, ale bourovčík napadá také lísku, habr, kaštanovník, břízu a buk.
Velké kolonie housenek proudící po zemi nebo kmenech devastují žírem stromy. Housenky bourovčíka toulavého způsobují holožíry.

## Význam
Představuje vážné zdravotní ohrožení obyvatel, způsobuje odlistění dřevin a opakované holožíry mohou vést k odumření dřeviny.

### Ochrana rostlin
Ochrana rostlin je nezbytná. Obvykle je velmi účinný Bacillus thuringiensis (Bathurin). Lze použít insekticidy. Ve Velké Británii byly proti housenkám použity insekticidy rozprašované helikoptérami.